# Sándor Kisfaludy
Sándor Kisfaludy de Kisfalud (Sümeg, condado de Zala, Reino de Hungría, 27 de septiembre de 1772 -ibidem, 28 de octubre de 1844) fue un poeta húngaro, considerado uno de los introductores del romanticismo en la literatura húngara. Era hermano del también poeta Károly Kisfaludy.

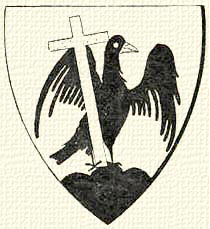
Escudo de armas de la familia noble húngara Kisfaludy de Kisfalud.

## Biografía
Nacido en 1772 en una de las familias nobles más antiguas de Transdanubia. Su nombre completo era: Alejandro Ignacio Miguel (en húngaro:"Sándor Ignác Mihály"). Su padre era Mihály Kisfaludy de Kisfalud (1743–1825) juez de los nobles (en húngaro: főszolgabíró) del condado de Győr, y la señora noble Anna Sándorffy (1755–1788). El joven Kisfaludy recibió una educación tradicional centrada en el Derecho, tras lo cual se unió al cuerpo de guardias húngaros de Viena. Su vida licenciosa en la capital provocó que fuera licenciado con deshonor, y trasladado al norte de Italia. Allí fue hecho prisionero por los franceses durante las guerras napoleónicas.
Aunque ya desde joven había probado suerte en el campo de la poesía, fue en Provenza donde comenzó a escribir con más constancia, influido sobre todo por el rococó francés y el clasicismo inspirado en Petrarca. Allí escribió gran parte de su obra Amor amargo (1801), que más tarde formaría parte, junto con Amor feliz (1807) de Los amores de Himfy, obra que fue aclamada por sus contemporáneos por su bucólica y melancólica descripción de los sentimientos de los protagonistas. El conjunto de poemas está escrito además en lo que se conoce como "estrofa Kisfaludy", compuesta por 12 versos hepta y octosílabos, que presentan un tema en los ocho primeros y lo concluyen en los cuatro últimos. La segunda parte de la obra, Amor feliz, fue escrita después de su matrimonio con la misma mujer a la que había cortejado infructuosamente durante la composición de Amor amargo. 
Su interés por la historia local del área del Balatón le llevó a escribir una serie de poemas narrativos sobre leyendas locales. Ya en los años 1820 su inspiración decae, y sus últimas obras reflejan su agotamiento. En esta última etapa Kisfaludy se acercó estéticamente a los postulados del "pope" del clasicismo húngaro, Ferenc Kazinczy, unidos en su reacción contra los postulados de la nueva generación romántica, reunida en torno al Círculo Aurora, que empezaba a reemplazarlos y olvidarlos a ambos. Kisfaludy pasó sus últimos años casi totalmente aislado, y murió en 1844.

## Matrimonios
El 20 de enero de 1800 casó por primera vez en el pueblo de Ötvös. Su primera esposa fue también su gran musa e inspiración poética; la damicela noble Rozália Szegedy de Mezőszeged (*Kám, condado de Vas, 6 de abril de 1774. –†Sümeg, condado de Zala, 18 de mayo de 1832), hija de Ignác Szegedy de Mezőszeged (1736–1796), alispán del Condado de Zala, consiliario real, terrateniente, y de Katalin Rosty de Barkócz (1753–1787). Sus abuelos maternos eran Ferenc Rosty de Barkócz (1718-1790), alispán del condado de Vas, consiliario real de María Teresa I de Austria, terrateniente, representante de su condado en la real asamblea de nobles, y la noble Katalin Bajáky de Baják (1726–1782). El tío materno de Rozália Szegedy era Pál Rosty de Barkócz (1745–1810), teniente real, terrateniente, cuyo nieto era Pál Rosty de Barkócz (1830-1874) un geógráfo húngaro, pionero de la fotografía, explorador.
Después de la muerte de su primera esposa Sándor Kisfaludy cayó en una grave depresión. El 25 de febrero de 1834 casó por segunda vez; su segunda esposa era la muy joven noble Amália Vajda de Rábabogyoszló (Halimba, condado de Veszprém, 30 de junio de 1812– Sümeg, Condado de Zala, 7 de enero de 1841), hija de Ignacio Vajda de Rábabogyoszló (1772-1854), y de Teresa Horváth (1787-1842).